# خدمات ملی بهداشت (انگلستان)
خدمات ملی بهداشت (انگلیسی: National Health Service)  یا نظام سلامت ملی از سازمان‌های دولتی زیرمجموعه وزارت سلامت و مددکاری اجتماعی انگلستان است، که در سال ۱۹۴۸ تأسیس شد. این سازمان هم‌اکنون با در اختیار داشتن ۱٬۲۲۶٬۶۷۷ نفر کارمند، به‌عنوان یکی از بزرگترین کارفرمایان جهان (شرکت‌های خصوصی، عمومی و سازمان‌های دولتی) شناخته می‌شود. بودجه سالیانه سازمان خدمات ملی بهداشت بالغ بر ۱۹۰ میلیارد پوند می‌باشد.